# Forza Motorsport 2
Forza Motorsport 2 — видеоигра, созданная студией Turn 10 Studios и изданный компанией Microsoft эксклюзивно для игровой консоли Xbox 360. Игра вышла в 2007 году и является продолжением оригинальной Forza Motorsport.

## Обзор
Большинство машин в Forza Motorsport 2 могут быть визуально изменены. Всего в графическом редакторе можно использовать до 1000 слоев собственно загруженных картинок и фотографий, что позволяет без проблем создать свою уникальную машину. Игра поддерживает split-screen, System Link и Xbox Live. В первом случае, участвуют 2 игрока за одним телевизором, в то время как по сети может участвовать до восьми человек. В случае если у пользователя Xbox Live серебряный аккаунт, то ему будет доступен только внутриигровой аукцион.

## Геймплей
Всего, в игре 349 машин (включает загружаемые дополнения). Они делятся на 6 стандартных классов
и на 4 гоночных.

### Заводские автомобили
- D Class — Стандартная продукция. Включает такие машины как Ford Focus и Volkswagen Golf.
- C Class — Спортивные машины. Включает такие машины как Audi S4 и Subaru Impreza WRX STi.
- B Class — Производительные автомобили. Включает такие машины как Porsche Cayman S и Porsche Boxster.
- A Class — Более мощные автомобили. Включает такие машины как Dodge Viper и Chevrolet Corvette Z06.
- S Class — Высоко производительное авто. Включает такие машины как Porsche Carrera GT и Ferrari Enzo.
- U Class — включает такие машины как TVR Cerbera Speed 12 и Chrysler ME Four-Twelve.

### Гоночные прототипы
- R4 Class — включает такие машины как Porsche 911 GT3 Cup и #77 Subaru Cusco Advan Impreza.
- R3 Class — включает такие машины как Super GT и Dodge Viper GTS-R.
- R2 Class — включает такие машины как Porsche 911 GT1 и Chevrolet Corvette C6.R.
- R1 Class — включает такие машины как Audi R8 LM и Peugeot 905C.

### Отличие от оригинала
Отличается ещё более реалистичной графикой 720p, при 60 кадрах в секунду, и системой повреждения автомобиля. Присутствуют более развернутыми настройки автомобиля и более реалистичное поведение на дороге. Однако, при создании новой части игры её сложность была уменьшена. Игра взяла все лучшее от оригинала и поднялась на новую ступень эволюции в жанре видеосимуляторов.

## Отзывы
| Сводный рейтинг | Сводный рейтинг |
| Агрегатор       | Оценка          |
| --------------- | --------------- |
| GameRankings    | 89,98 %         |